# فرانسه در المپیک تابستانی ۱۹۹۲
فرانسه در بازی‌های المپیک تابستانی ۱۹۹۲ که در شهر بارسلونا اسپانیا برگزار شد، کاروان فرانسه با ۳۳۹ ورزشکار در این رقابت‌ها شرکت کرد و موفق به کسب ۲۹ مدال (۸ طلا، ۵ نقره، ۱۶ برنز) شد. در جدول رتبه‌بندی توزیع مدال‌ها، فرانسه در ردهٔ ۹ مسابقات قرار گرفت.